# Ala (Kerala)
Ala es una ciudad censal situada en el distrito de Thrissur en el estado de Kerala (India). Su población es de 10493 habitantes (2011).

## Demografía
Según el censo de 2011 la población de Adat era de 10493 habitantes, de los cuales 4962 eran hombres y 5531 eran mujeres. Adat tiene una tasa media de alfabetización del 94,66%, superior a la media estatal del 94%: la alfabetización masculina es del 97,23%, y la alfabetización femenina del 92,40%.